# Homonota andicola
El gecko de Uspallata o gecko andino (Homonota andicola) es una especie de lagarto gekónido del género Homonota. Es un saurio de hábitos nocturnos y de dieta insectívora que habita en el centro-oeste del Cono Sur de Sudamérica.

## Distribución y hábitat
Homonota andicola es un endemismo del oeste de la Argentina, habitando en valles y laderas áridas de la cordillera andina, en elevaciones por sobre los 1700 m s. n. m., desde el noroeste de la provincia de Mendoza (Uspallata) hasta el centro-norte de la de San Juan (Angualasto).

## Taxonomía
Homonota andicola fue descrita originalmente en el año 1978 por el herpetólogo italiano José Miguel Alfredo María Cei.
Localidad tipo
La localidad tipo es: Argentina, provincia de Mendoza, 40 km al norte de Uspallata, a una elevación de 2300 m s. n. m..
Ejemplares tipo
El ejemplar holotipo es el asignado con el código  IBA-UNC 1100-1. 
Etimología
Etimológicamente el término genérico Homonota deriva de las palabras en idioma griego homos que significa ‘uniforme’, ‘mismo’, ‘similar’ y notos que se traduce como ‘dorso’ o ‘espalda’. El nombre específico andicola se relaciona con la región donde habita, valles de la cordillera de los Andes. 

## Características
Homonota andicola es un pequeño lagarto saxícolo, terrestre y nocturno, de unos 45 mm entre hocico y cloaca. Se reproduce de manera ovípara.
Presenta un patrón cromático consistente en un reticulado rojizo oscuro en contraste con un fondo de color ante. Una línea oscura cruza cada lado de la cabeza a la altura de los ojos. Se caracteriza por la ausencia de escamas quilladas en la superficie dorsal y lateral del cuerpo y dorsal de los muslos. Presenta el conducto auditivo con bordes dentados formados por escamas cónicas.
Es afín a Homonota whitii, de la que se diferencia por presentar una escamita entre las escamas supranasales, por la forma de la escama rostral, por poseer un bajo número de escamas en el sector medio del cuerpo, por diferencias en las escamas caudales inferiores y por la lepidosis dorsal y gular.